# Guerras indias de México
Las guerras indias de México (Mexican Indian Wars, en inglés)  es un término de la angloesfera que se utiliza para englobar a los conflictos librados entre las fuerzas españolas y luego por los Estados hispanos independientes, principalmente México, contra los pueblos amerindios en lo que ahora es el territorio mexicano y áreas circundantes como América Central, el sur y oeste de los Estados Unidos. El período comienza con la caída del Imperio azteca en 1519 por parte de la Monarquía católica y continuó hasta el final de la Guerra de Castas en el estado mexicano de Yucatán en 1933.

## Descripción
Las guerras se incluyen dentro de las guerras indias de los Estados Unidos y Canadá más allá de sus territorios, el término no es utilizado en el idioma español.

## Lista de conflictos
- Guerra del Yaqui (1533-1929)
- Rebelión acaxee (1601)
- Ataques apaches a México (1600-1915)
- Rebelión de Cisteil (1761)

- Guerra entre los Comanches y México  (1821–1870s)
- Revuelta chumash (1824)
- Rebelión de Chimayó (1837)
- Guerra de Castas (1847–1901)